# 에스드라스 1서

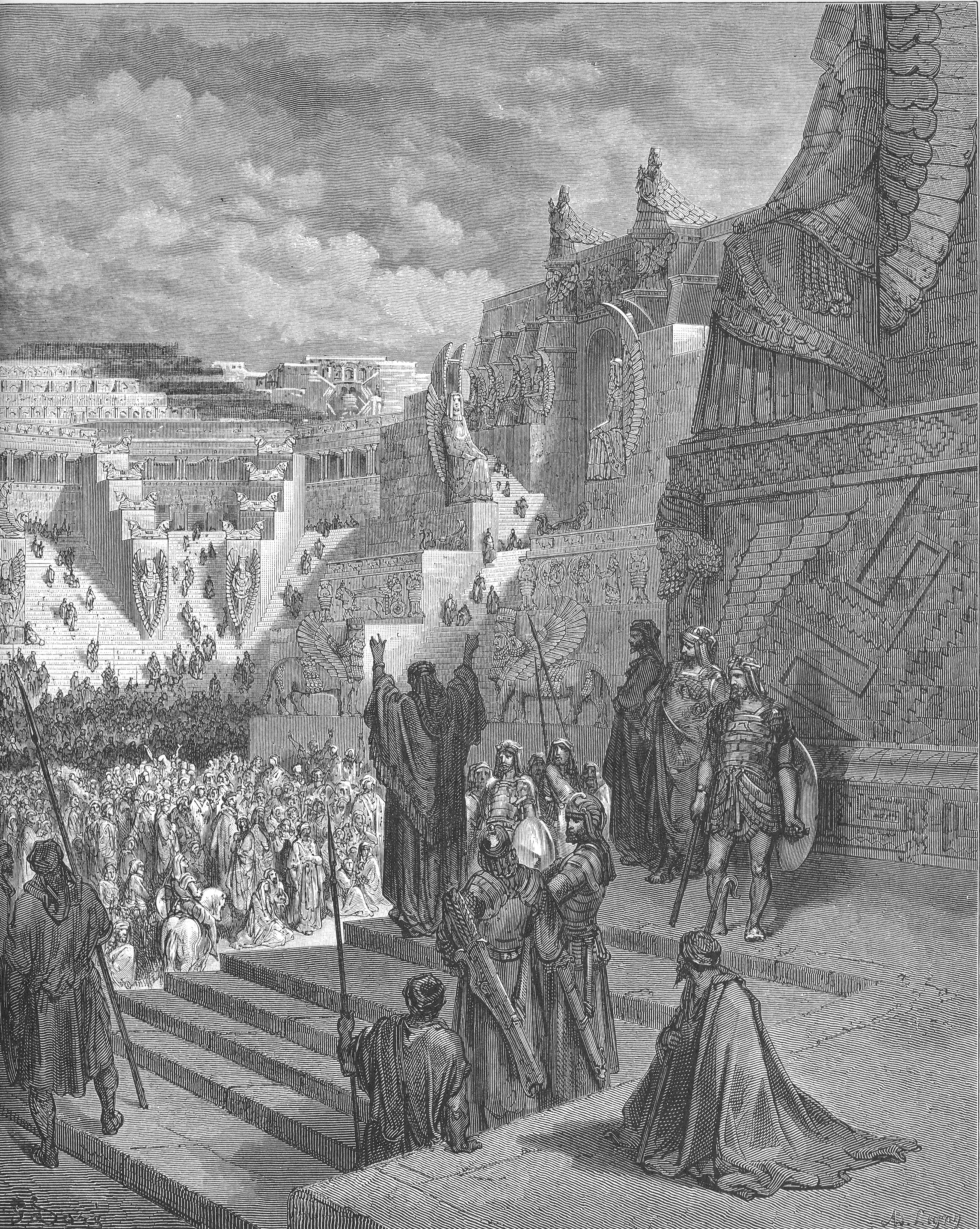

에스드라 1서에 대해 설명한다.

## 유래와 위상
대략 BC 2세기 경에 작성된 문헌으로 추정되며, 디아스포라 유대인이 그리스어로 저술하였을 것으로 추정된다. 70인역 목록에 포함되어 있는 문서이다. 카르타고 공의회에서 에즈라(에스드라)명의의 2권을 성경으로 인정하는데, 에즈라와 느헤미야를 한 책으로 보는 70인역 분류에 따르는 동방정교에서는 에즈라 3권으로 불리는 이 책을 2정경으로 인정하되 교부 아타나시우스의 견해에 의거해서 교회의 교리를 도출하지는 않으나, 에즈라와 느헤미야를 별도의 책으로 보는 불가타 성경 분류에 따르는 천주교에서는 구약 외경으로서 제외한다.

## 내용과 역사성
외경 중에서는 가장 구약 정경에 가깝다는 평가를 받는 작품으로, BC 7~5세기 경의 이스라엘 역사를 다루며(실제 역사와는 불일치 및 오류가 많다.), 역대기 하 35장~36장, 타나크의 에즈라(구약은 에즈라, 느헤미야로 구분)의 요약된 내용을 가지고 있다. 거기에 페르시아에서 유래한 이야기인 세 위병 이야기가 추가되어 있다. 특히 세 위병 이야기 부분은 YHWH의 전능함과 모세로부터 비롯되는 성서적 각종 율법 준수(예루살렘 성전 예배, 유대인과 비 유대인 간 결혼 금지 등)를 강조하는 핵심 부분이기도 하다.
유대인 역사가 요세푸스는 이 작품을 선호하여 타나크 에즈라보다도 더 많은 인용을 하였으며, 특히 세 위병 이야기는 초대교회 안에서도 상당한 인기를 누렸기에 에스드라 1서는 지역적으로 경전으로서의 위상을 얻은 경우도 많았다. 특히 그리스도의 강림을 증거하기 위해 초대교회는 이 문서를 많이 활용하였으나, 로마 가톨릭 교회에서는 최종적으로 경전성을 배제하는 결정을 내렸다.

## 같이 보기
- 에스드라스 2서
- 제2경전
- 70인역